# Carols
Singles de Ayumi Hamasaki
Inspire
(2004) Step You/Is This Love?
(2005)
Single européen de Ayu
Naturally
(2004)
Carols (écrit en capitales : CAROLS) est le 34e single original de Ayumi Hamasaki sorti sous le label Avex Trax, excluant ré-éditions, remixes, et son tout premier single.

## Présentation
Le single sort le 29 septembre 2004 au Japon sous le label Avex Trax, produit par Max Matsuura. Il ne sort que deux mois après le précédent single de la chanteuse, Inspire, et sort le même jour que son DVD ARENA TOUR 2003~2004. Il atteint la 1re place du classement de l'Oricon. Il se vend à 177 778 exemplaires la première semaine, et reste classé pendant 15 semaines, pour un total de 309 128 exemplaires vendus durant cette période. C'est le troisième single de la chanteuse à sortir aussi en version "CD+DVD", avec un DVD supplémentaire contenant le clip vidéo de la chanson.
C'est son seul single à sortir également aux formats DVD-Audio et SACD.
Le disque contient quatre titres : la chanson-titre, sa version instrumentale, une version ré-arrangée et une version remixée. La chanson-titre sert de thème musical pour une campagne publicitaire pour un appareil photo de la marque Panasonic. Elle figurera sur l'album My Story qui sortira trois mois plus tard, puis sur les compilations A Best 2: Black de 2007 et A Complete: All Singles de 2008. Elle sera ré-arrangée acoustiquement pour l'album My Story Classical de 2005, et sera également remixée sur les albums Ayu-mi-x 6 Silver de 2008 et Ayu-mi-x 7 presents ayu trance 4 de 2011.

## Liste des titres
Toutes les paroles sont écrites par Ayumi Hamasaki, toute la musique est composée par Tomoya Kinoshita, arrangée par CMJK.
| 1. | Carols "Original Mix" (CAROLS...)                | 5:32 |
| 2. | Carols "Criminal Tribal Mix" (CAROLS...)         | 6:51 |
| 3. | Carols "Hammond B-3 Whisper" (CAROLS...)         | 5:46 |
| 4. | Carols "Original Mix" (instrumental) (CAROLS...) | 5:30 |

| 1. | Carols (vidéo clip) |  |